# Kirarin Revolution
Kirarin Revolution (яп. きらりん☆レボリューション/Кірарін ☆ Реборю:сьон) — сьодзьо-манґа, написана Ан Накахара. Назва походить від дебютного синглу японської співачки Кірара. Уперше випускалася видавництвом Shogakukan у щомісячному журналі Ciao Magazine. Манга отримала премію Shogakukan, як найкраще кодомо 2007 року.
На основі сюжету спільно з японською студією Nippon Animation і корейської — SynergySP би створений аніме-серіал, який уперше транслювався в Японії по телеканалу TV Tokyo з 7 квітня 2006-го по 27 березня 2009 року. Загалом було випущено 153 серії. Починаючи зі 103 серії можна побачити використання 3D графіки.

## Сюжет
Кірара Цукісіма — 14 річна дівчинка, яка живе тільки заради смачної їжі та абсолютно не цікавиться світом естради та зірок. Одного разу, коли вона рятує черепашку, яка застрягла в дереві, то зустрічає красивого і ніжного хлопчика на ім'я Сейдзі, який дає їй квиток на концерт «SHIPS» (популярну попгрупу) на знак подяки за порятунок його вихованця. Коли Кірара відправляється на концерт, другий хлопчик вихоплює і рве її квиток, попереджаючи Кірара триматися подалі від Сейджи, тому що вона і Сейджи живуть в різних світах. Але Кірара все ж пробирається на концерт і дізнається, що Сейджи і хлопчик, що розірвав квиток є членами групи «SHIPS».
Пізніше Кірара зрозуміла сенс у словах «різні світи» і вирішила не здаватися і сама стати попзіркою. Однак для цього потрібна маса таланту, роки кропіткого тренування. Крім цього Кірарі належить зіткнуться з численними конкурентами, які заважатимуть просуванню головній героїні по кар'єрних сходах і використовувати проти неї деколи брудні методи, залучаючи дівчину в скандали. Але ніхто не зуміє зупинити залізну волю і прагнення до перемоги Кірарі.

## Список персонажів
- Кірара Цукісіма (яп. 月島 きらり) — 14-річна дівчина, яка вирішила стати попідолом, щоб довести, що гідна Сейдзі. Вона занадто незграбна, довіряє всім поспіль і часом їй не вистачає здорового глузду. Незважаючи на відсутність таланту, вона дуже працьовита. Кірара ймовірно може розуміти мову тварин. Кірара має незвичайну здатність перетворювати всі художні проєкти у форми грибів. Вона стає членом попдуету під назвою «Kira Pika» разом з Хікару Мідзукі, яка дуже талановита, але не може подолати страх перед сценою. Пізніше Кірара входить в групу під назвою «Чумацький шлях» з двома іншими дівчатами. Після того, як у Кірара з'являється безліч друзів і шанувальників, вона тримає щільний зв'язок Хірото і Сейдзі. Пізніше виникає любовний трикутник. З початок Кірара закохується в Сейдзі через гарну зовнішність, а пізніше Хірото, як у доброго друга, який їй завжди допомагав. Пізніше Кірара вибирає Хірото, а з Сейдзі залишається хорошими друзями, хоча вона все ще любить його. Вона наприкінці визнається Хірото в любові, в манзі вони цілуються два рази.
- Сейю: — Кохару Кусумі

- На-сан (яп. なー さん/На:сан) — кот-геній Кірари. Він може шити, готувати і робити інші справи. Отримав визнання за його великий розум і вміння співати. Він навіть уміє лагодити торгові автомати. Виконує роль талісмана Кірари і допомагає їй завжди у всьому. Пізніше з'ясовується, що він знає англійську мову і вищу математику.
- Сейю: — Тігуса Ікеда

- Хірото Кадзама (яп. 风 真 宙 人) — член гурту «SHIPS». Став попзіркою у віці 12 років і об'єднався із Сейдзі. Познайомився з Кірарою, коли розірвав її квиток на концерт, вважаючи, що вона не гідна бути поруч із Сейдзі. Пізніше довгий час дражнив її, називав дурною, бездарної і навіть відмовлявся допомагати у важких ситуаціях. Хоча пізніше починає піклуватися про неї і навіть закохується. Хірото живе без батьків з 4 молодшими братами і турбується за ними. Незважаючи на те, що пізніше підтримує любовні відносини між Кірарою і Сейдзі, сам будь-якими способами намагається завоювати серце Кірари. Наприкінці аніме він зізнається в любові Кірарі і вони починають зустрічатися.
- Сейю: — Акіо Суяма

- Сейдзі Хіватарі (яп. 日 渡 星 司/Хіватарі Сейдзі) — йому 15 років. Він член групи «SHIPS». А також головний об'єкт любові Кірари. Він став попідолом у віці 12 років, коли об'єднався з Хірото. Дуже багатий і його батьки не бажають, щоб Сейдзі був попзіркою і хочуть, щоб він одружився з дівчиною з іншої багатої родини. Дуже доброзичливо ставиться до Кірари, як до молодшої сестри, хоча ревнує, ставши свідком розвитку відносин між Кірарі і Хірото. Але при цьому визнає, що його почуття до Кірарі не такі глибокі, як у Хірото. Часто він залишає спеціально Кірарі і Хірото наодинці, щоб ті могли далі розвивати свої взаємні почуття. Коли він блукає містом, то маскується під отаку. У 91-й серії у нього було перше побачення з Кірарі.
- Сейю: — Соїтіро Хосиі

- Ноер Юкіна (яп. 雪野 のえる/Юкіна Ноер) — їй 14 років. Вона спортивна дівчина і любить займатися спортом. Вона член групи «Чумацький шлях». Через любов до спорту, вона спочатку відмовляється приєднається до Кірари, але потім передумує. У дитинстві за словами Ноеру, її найкращим другом був Клауді, але вона з ним посварилася, але все ще сподівається, що одного разу поміряється з ним.
- Сейю: — Саяка Кітахара

- Кобені Ханасакі (яп. 花咲 こべ に/Ханасакі Кобені) — їй 14 років. Ходить завжди з кристальною кулею і носить окуляри. Вона член групи «Чумацький шлях». Коли виступає на сцені, завжди знімає окуляри. Як і Ноер спочатку відмовилася приєднається до Кірари, як до лідера групи, так як вважала, що занадто хороша для цього. Але пізніше передумала.
- Сейю: — Ю Кіккава

- Хікару Мідзукі (яп. 観月 ひかる/Мідзукі Хікару) — вперше з'являється в 62-й серії. Вона була попідолом у 13 років утворила разом з Кірарою групу «Kira Pika». Але пара була незабаром розформована. Після цього Хікару стала відноситься до Кірари як до вчителя і продовжила кар'єру як соліст. Її друг дитинства — Ватару.
- Сейю: Маі Хагівара

- Аоі Кірісава (яп. 霧沢 あおい/Кірісава Аоі) — їй 14 років. Вона вже стала попідолом. Дуже добра і чуйна, а також перемогла в 15-му змаганні Нодзому. Однак закінчила свою кар'єру і подорожує по всьому світу, граючи на гітарі. Вона і Кірара стають хорошими друзями.
- Сейю: — Тіва Сайто

- Арас Амамія (яп. 雨 宫 岚/Амамія Арас) — друг дитинства Кірари, який переїхав в Осаку, коли обом було по 6 років. Він фокусник і вдається до всіх способів, щоб Кірара припинила кар'єру попзірки і стала його дружиною. Дуже ревнує через Хірото і Сейдзі і намагається перешкодити їм.
- Сейю: — Такафумі Кавакамі

- Еріна Огура (яп. 小倉 エリナ/Огура Еріна) — попзірка. Хоча вона і Кірара спонсоруються однією і тією ж компанією, Еліна бачить в Кірарі потенційну суперницю. Використовуючи свій шарм, вона за допомогою інших намагається перешкодити просуванню Кірарі по кар'єрних сходах. До Кірари мала бездоганну репутацію і була відома як принцеса.
- Сейю: — Масако Дзе

- Фубукі Тодо (яп. 藤堂 ふぶき/То:до:Фубукі) — одна з головних суперниць Кірарі. Яка з моделі перетворилася на попідола. Вважає, що Кірара не гідна вважатися попідолом. Має дуже зіпсований характер, так як родом з багатої родини.
- Сейю: — Норико Сітая

- Ідзумі Амакава (яп. 天川 いずみ, кириліз.: Амакава Ідзумі) — працює в тій же компанії, що й Кірара. Вважає її головною любовною суперницею Хірото. На вигляд дуже мила і приваблива, але буквально одразу висловлює ненависть до Кірарі. Вона також вкрала перший поцілунок у Хірото і продовжувала знущатися з Кірарі, поки її за це не налаяв Хірото, щоб вона перестала чіпати Кірару. Під час показу мод з'ясовується, що Ідзумі була другом дитинства Хірото і той пообіцяв стати для неї попідолом. Але той порушив мета обіцянки й об'єднався із Сейдзі. Також з'ясовується, що Ідзумі насправді — хлопець.
- Сейю: — Рьока Юдзукі

- Акане Мінамі ({{| 南 あかね/Мінамі Акане}}) — Акане є попідолом і працює на компанію Хігасіяма, там же, де Фубукі і Ідзумі. Вона вважається одним з вищих попідолів нарівні з Аой Кірісавой. Дуже поважає компанію спонсора, оскільки завдяки їй вона стала знаменитою. Незважаючи на її нездатність танцювати (через травму в дитинстві) вона буде робити все, щоб перешкодити Кірарі йти вгору по кар'єрних сходах і навіть викликатиме саботажі, пов'язані нібито з Кікарарі. Але пізніше починає поважати її, і хоче стати такою як вона (доброю і чесною).
- Сейю: — Саюри Йосіда

- Аемі Курода (AKA Cloudy) — новий попідол, працює в компанії Хігасіяма. Фліртує спочатку з Кірарі, але насправді його головна мета це нашкодити Кірарі, так він починає шантажувати Кірарі і Хіротою, фотографією, де вони обіймаються. Однак незабаром він дійсно закохується в Кірарі і добровільно залишає компанію, зрозумівши, що не зможе нашкодити їй.

## Медіа

### Манґа
Манґа Kirarin Revolution виходила у щомісячному журналі Ciao з березня 2004 по червень 2009. Глави манґи були зібрані у 14 танкобон-томів і видані Shogakukan під імпринтом «Ciao Comics».

#### Список томів манґи
| №  | Дата виходу (Японською) | ISBN (Японською)       |
| -- | ----------------------- | ---------------------- |
| 01 | 28 серпня 2004          | ISBN 978-4-09-135616-1 |
| 02 | 1 лютого 2005           | ISBN 978-4-09-135617-8 |
| 03 | 27 квітня 2005          | ISBN 978-4-09-135618-5 |
| 04 | 27 серпня 2005          | ISBN 978-4-09-135619-2 |
| 05 | 26 грудня 2005          | ISBN 978-4-09-130296-0 |
| 06 | 31 березня 2006         | ISBN 978-4-09-130399-8 |
| 07 | 29 липня 2006           | ISBN 978-4-09-130525-1 |
| 08 | 29 листопада 2006       | ISBN 978-4-09-130665-4 |
| 09 | March 30, 2007          | ISBN 978-4-09-131090-3 |
| 10 | 31 серпня 2007          | ISBN 978-4-09-131230-3 |
| 11 | 31 січня 2008           | ISBN 978-4-09-131497-0 |
| 12 | 1 липня 2008            | ISBN 978-4-09-131760-5 |
| 13 | 28 листопада 2008       | ISBN 978-4-09-132086-5 |
| 14 | 24 липня 2009           | ISBN 978-4-09-132685-0 |

### Аніме

#### Список серій аніме
| #   | Назва | Дата виходу |
| --- | --- | ----------- |
|     | |             |
| 01  | Kirarin! Idol Revolution!! «Kirarin! Aidoru Reboryūsyon!!» (きらりん!アイドル革命(レボリューション)!!)                                            | 2006-04-07  |
| 02  | Heart Pounding! SHIPS Audition!! «Dokidoki! SHIPS AUDITION!!» (ドキドキ! SHIPSオーディション!!)                                                   | 2006-04-14  |
| 03  | Aaah! Aim for a Commercial Debut!! «Kyart! Mezase CM DEBUT!!» (キャー! めざせCMデビュー!!)                                                        | 2006-04-21  |
| 04  | Shock! Papa is Against It!? «Gabiin! Papa ga Hantai!?» (ガビーン! パパが反対!?)                                                                   | 2006-04-28  |
| 05  | That can't be! The first job!! «Arienaai! Hajimete no oshigoto!!» (ありえなーい!初めてのお仕事!!)                                                 | 2006-05-05  |
| 06  | So tired! Idol training!! «Hero hero~! Aidolu shugyou!!» (ヘロヘロ〜ッ!アイドル修行!!)                                                            | 2006-05-12  |
| 07  | Boee~! Challenge to a song!! «Boee~! Uta e no chousen!!» (ボエ〜ッ!歌への挑戦!!)                                                                  | 2006-05-19  |
| 08  | Oh no! Live at first stage!! «Awawawa! Hatsu suteeji de namahousou» (あわわわ!初ステージで生放送!!)                                               | 2006-05-26  |
| 09  | Surprise! Illusionist Arashi!! «Zabaan! Iiriyujiyonisuto Arashi ya!!» (ザバーン!イリュージョニスト嵐や!!)                                         | 2006-06-02  |
| 10  | Exciting! Transfer to Idol School!! «Ukiuki! Aidolu SCHOOL ni tenkou!!» (うきうき!アイドルスクールに転校!!)                                       | 2006-06-09  |
| 11  | Wham! I'm the Heroine!? «Dokaan! Atashi ga HEROINE!?» (どかーん!アタシがヒロイン!?)                                                               | 2006-06-16  |
| 12  | Ooooh! Drama Date!! «Noon! Dorama na DATE!!» (のーん!ドラマなデート!!)                                                                            | 2006-06-23  |
| 13  | Smack! Fantastic Kiss!? «Chu! fantasutikku kisu!?» (Chu! ファンタスティックキス!?)                                                                | 2006-06-30  |
| 14  | 'Is it Love'! Is it SHIPS? Is it Confrontation? «Koi kana? SHIPS kana? Taiketsu kana?» (「恋☆カナ」! SHIPSかな? 対決かな!?)                       | 2006-07-07  |
| 15  | 'Is it Love'! Enter the Music Charts!? «「Koi☆Kana」! Chāto In Kana?» (「恋☆カナ」!チャートインかな?)                                             | 2006-07-14  |
| 16  | All Right! The Troubling Audition!! «Yōsshi! Mō Taihen Ōdisyon!!» (ヨーッシ!モー大変オーディション!!)                                             | 2006-07-21  |
| 17  | Heartbeat! The Swimming Meet of Only Idols!! «Doki! Aidoru Dake no Suiei-Taikai!!» (どきっ!アイドルだけの水泳大会!!)                              | 2006-07-28  |
| 18  | Kirari... Summer Vacation Together With Sayaka and Miku «Kirari...Sayaka to Miku to Natsuyasumi» (キラリ...さやかとみくと夏休み)                  | 2006-08-04  |
| 19  | Creepy! The Charged Report of Fear «Zozo! Kyōhu no Totsugeki Ripōto» (ゾゾ〜ッ!恐怖の突撃リポート)                                                | 2006-08-11  |
| 20  | Na! My Brother Who Returned!! «Na! Kaette Kita Mai Burazā!!» (Na! 帰ってきたマイブラザー!!)                                                       | 2006-08-18  |
| 21  | Meow! Idol Battle Against the Super Fubuki!! «Myā! Aidoru Batoru wa Chō Hubuki!!» (みゃ〜!アイドルバトルは超ふぶき!!)                             | 2006-08-25  |
| 22  | Shock! Kiss With Whom In the Wedding!? «Zuki! Kissu wa Dare to Wedingu!?» (ズキッ!キッスは誰とウェディング!?)                                     | 2006-09-01  |
| 23  | Stitch Stitch!? Secret Dress and Brother Hiro! «Chikuchiku!? Himitsu no Doresu to Hiro Nii-chan!» (チクチク!?ひみつのドレスと宙兄ちゃん!)         | 2006-09-08  |
| 24  | Ding! Love Song Echoing By the Sea... «Kyun! Umi de Yurarete Koi no Uta...» (きゅん!海で揺られて恋の詩...)                                        | 2006-09-15  |
| 25  | Heart Pounding! Announce "Love Fireworks" «Dokān! to Happyō「Koi-Hanabi」!!» (ドカーン!と発表「恋花火」!!)                                        | 2006-09-22  |
| 26  | Decision! Hot Idol Winner: Na! Mya! Ya! «Kettei! Hotto Aidoru Syō wa Nā! Myā! Yān!» (決定!ホットアイドル賞はなー!みゃ〜!やーん!)                  | 2006-09-29  |
| 27  | Cream Puff! Super Fast Talk Explosive Laughter «Shūkurīmu! Mashingan Tōku de Daibakusyō» (シュークリーム!マシンガントークで大爆笑!!)              | 2006-10-06  |
| 28  | Na Na Na! Naa-san Revolution!! «Nanana! Nā-san☆Reboryūsyon!!» (なななっ!なーさん☆レボリューション!!)                                              | 2006-10-13  |
| 29  | Panic! Idols' Big Battle Against Tests! «Panikku! Idol tachi no Tesuto Daisakusen!» (パニック!アイドルたちのテスト大作戦!)                        | 2006-10-20  |
| 30  | Click! The Big Scoop At the School Festival!? «Kasha! Gakuensai De Daisukuupu!?» (カシャッ!学園祭で大スクープ!?)                                  | 2006-10-27  |
| 31  | Ah! Love's Stray in New York!? «Nyattsu! Koi No Meiro No Nyuuyooku!?» (ニャッツ!恋の迷路のニューヨーク!?)                                         | 2006-11-03  |
| 32  | Meow~! Tina and Kirari's Revolution «Myao~! Tina To Kirari No Reboryuushon» (ミャオ〜!ティナときらりのレボリューション)                           | 2006-11-10  |
| 33  | Sheep's Eyes! Actress's Soul in the Ocean «Nagashime! Oounabara Ni Joyuu-Damashii!!» (流し目!大海原に女優魂!!)                                    | 2006-11-17  |
| 34  | Hiro-kun! Grandma's Cat Road of Love!? «Hiro-ku~n! Obaa-chan Koi No Nekomichi!?» (宙く〜ん!おばあちゃん恋の猫道!?)                                | 2006-11-24  |
| 35  | Fire! Chief Kirari VS Phantom X!! «Faiyaa! Kirari Shochou Baasasu Kaitou Ekkusu!!» (ファイヤー!きらり署長VS怪盗X!!)                               | 2006-12-01  |
| 36  | Naa, Mya~ Wani-! No.1 Pet Tournament!! «Naa·Mya~·Wanii! Nanbaawan Petto Ketteisen!!» (なー·みゃ〜·わにー!No.1ペット決定戦!!)                      | 2006-12-08  |
| 37  | Kasumi♪ Cinderella of the spring wind «Kasumi♪Harukaze no Shinderera♪» (かすみ♪春風のシンデレラ♪)                                                 | 2006-12-15  |
| 38  | Confession!? SHIPS' Birthday! «Kokuhaku!? SHIPS no Bāsudei!!» (告白!?SHIPSのバースデイ!!)                                                         | 2006-12-22  |
| 39  | «Gōjasu!! Toppu Aidoru Utagassen!!» (ゴージャス!!トップアイドル歌合戦!!)                                                                          | 2007-01-05  |
| 40  | So Long Naa-san!? See You AgaiNAA!! «Sayonara Nāsan!? Mata·Nā!!» (さよならなーさん!?また·なー!!)                                                  | 2007-01-12  |
| 41  | «Aoi! Kirari!! Babān to Supesyaru Sutēji» (あおい!きらり!!ババーンとスペシャルステージ)                                                           | 2007-01-19  |
| 42  | Pink! Transform into EatRanger! «Pinku!! Henshin Kirarin Taberunjā!» (ピンク!!変身きらりんタベルンジャー!)                                        | 2007-01-26  |
| 43  | Crab! Arashi's Aqua-Illusion!! «Kanī! Arashi no Akua Iryūjon!!» (カニー!嵐のアクアイリュージョン!!)                                               | 2007-02-02  |
| 44  | IQ! Kirari's Quiz Showdown with a Genius!! «IQ! Kirari to Tensai Kuizu Batoru!!» (IQ!きらりと天才クイズバトル!!)                                  | 2007-02-09  |
| 45  | It's a Miracle! Naa-san Circus!! «Mirakuru! Nāsan Sākasu!!» (ミラクル!なーさんサーカス!!)                                                         | 2007-02-16  |
| 46  | Kame-saan! Will SHIPS Disband!? «Kame-Sān! SHIPS ga Kaisan!?» (カメさ〜ん!SHIPSが解散!?)                                                          | 2007-02-23  |
| 47  | Makeover! Here I Come, Erina, the Student Gang Leader!! «Imechen! Sukeban Erina Sanjō!!» (イメチェン!スケバンエリナ参上!!)                        | 2007-03-02  |
| 48  | Kirari and Akane!? A Splendid Showdown!! «Kirari to Akane!? Karē naru Taiketsu!!» (きらりとあかね!?カレーなる対決!!)                              | 2007-03-09  |
| 49  | Catch! Perform a Galaxy Dance Splendidly!? «Kyācchi! Kirari to Kimero Gyarakushī Dansu!?» (キャ〜ッチ!キラリとキメろギャラクシーダンス!?)         | 2007-03-16  |
| 50  | «Zenkoku Tsuā! Yuki no Daichi ni Moeru Koi!?» (全国ツアー!雪の大地に燃える恋!?)                                                                   | 2007-03-23  |
| 51  | Shine! The diamond idol queen!! «Kagayake! Daiyamondo Aidoru Kuīn!!» (輝け!ダイヤモンドアイドルクイーン!!)                                        | 2007-03-30  |
| 52  | Play Ball! Kirari starts the game ☆ Season-opening ceremony! «Purei bo-ru!! Kirari Kaimaku ☆ Shikyuushiki!» (プレイボール!!きらり開幕☆始球式!)    | 2007-04-06  |
| 53  | Hello☆Welcome to Kirarin Cafe♥ «Irassyai-mase ☆ Kirarinn Cafe e Yōkoso♥» (いらっしゃいませ☆きらりんカフェへようこそ♥)                             | 2007-04-13  |
| 54  | Myuu♥Naa in Love!? Kirari Duels!! «Myū♥Nā·Koi!? Kirari Kettō!!» (ミュウ♥なー·恋!?キラリ決闘!!)                                                    | 2007-04-20  |
| 55  | Unbelievable! Mushroom in Manga Training!? «Arienasū! Manga Syugyō de Kinokō!?» (アリエナス〜!まんが修行でキノコ〜!?)                             | 2007-04-27  |
| 56  | Kiss! Hiroto and Izumi 'Declaration of Lover!?' «Kisu! Hiroto×Izumi「Koibito Sengen!?」» (KISS!宙人×いずみ「恋人宣言!?」)                         | 2007-05-04  |
| 57  | Yoka! A Tearful Scoop at a Triangle Battle!? «Yoka! Sankaku Batoru de Namida no Sukūpu!?» (よかっ!三角バトルで涙のスクープ!?)                     | 2007-05-11  |
| 58  | Clouds of Steam! Mission : Guard Hiroto!! «Yukemurī〜! Hiroto o Mamore Daisakusen!!» (ユケムリ〜!宙人を守れ大作戦!!)                              | 2007-05-18  |
| 59  | Wow!? A Mir･a･cle of a Girl in Summer Kimono! «Hyō!? Yukata-Musume no Ki·Se·Ki!» (ヒョー!?浴衣娘のキ·セ·キ!)                                      | 2007-05-25  |
| 60  | To Outer Space! Kirari☆ in the End of the Earth «Uchū e! Chikyū Saigo no Kirari☆» (宇宙へ!地球最期のキラリ☆)                                      | 2007-06-01  |
| 61  | Revolution!! A Flower Clock of a Girl and Kirari «Reboryūsyon!! Shōjo to Kirari no Hana-Dokei» (レボリューション!!少女ときらりの花時計)           | 2007-06-08  |
| 62  | Hikaru ☆ A Cocky Candidate for Idol! «Hikaru ☆ Namaiki Aidoru Kōhosē!» (ひかる☆なまいきアイドル候補生!)                                           | 2007-06-15  |
| 63  | Strain! Kirari and Hikaru's First Performance!! «Do-Kinchō! Kirari to Hikaru Hatsu Sutēji!!» (どキンチョー! キラリと光る初ステージ!!)             | 2007-06-22  |
| 64  | Smash! A Victory Pair·Huu? «Sumasshu! Bikutorī-Pea da·Hū?» (スマッシュ! ビクトリーペアだ·フゥー?)                                                 | 2007-06-29  |
| 65  | Kira☆Pika♪ in a Pinch!? They are NS!! «Kira☆pika♪ Pīnchi!? Hutari wa NS!!» (きら☆ぴか♪ピーンチ!? ふたりはNS!!)                                    | 2007-07-06  |
| 66  | Shoot! I Wish Fan Letters Would Touch Her Heart!! «Shūto! Hāto ni Todoke Fan Retā!!» (シュート! ハートに届けファンレター!!)                       | 2007-07-13  |
| 67  | Audition! Our Rival is SUPERNOVA!! «Ōdisyon! Raibaru wa Sūpānova!!» (オーディション! ライバルはスーパーノヴァ!!)                                  | 2007-07-20  |
| 68  | Horror! Specter-Buster is at Work! «Horā! Yōkai Bastā Syutsudō Chū!» (ホラ〜ッ! 妖怪バスター出動チュー!)                                          | 2007-07-27  |
| 69  | Hi!! Comedy Competition·Why!? «Dōmō!! Owarai Taikai·Nande-yanēn!?» (ど〜も〜!! お笑い大会·なんでやね〜ん!?)                                       | 2007-08-03  |
| 70  | Kirarin☆Cologne! I Might be Happy «Kirarin☆Koron! Happī Kamōn?» (きらりん☆コロン! ハッピーかも〜ん?)                                              | 2007-08-10  |
| 71  | Summer! Swimsuit! All-star Cast «Natsu-da! Mizugi-da! Nishi mo Higasi mo Ōrusutā» (夏だ! 水着だ! 西も東もオールスター)                            | 2007-08-17  |
| 72  | Check! Kirari and Hikaru Coordinate Clothes? «Chēkku! Kirari to Hikaru ga Kōdenēto?» (チェーック! きらりとひかるがこうでねぇと?)                  | 2007-08-24  |
| 73  | Quaver! Lost DOUBLE CRESCENT!? «Wanawanā! "Ushi"nawareta Daburu Kuressento!?» (ワナワナ〜! ウシなわれたダブルクレッセント!?)                      | 2007-08-31  |
| 74  | Musical♪ Outburst! Lose Weight!! «Mūjikaru♪ Hādo na Bakuhatsu! Yaserupiā!!» (ミュージカル♪ ハードなバクハツ! ヤセルピアー!!)                      | 2007-09-07  |
| 75  | Twinkle! Hikaru☆ on Stage! «Kirān! Hikaru ☆On-Sutēji!» (キラーン! ひかる☆オンステージ!)                                                           | 2007-09-14  |
| 76  | Dark Entrapment that Tears Kira☆Pika Apart!? «Kira☆Pika Hutari o Hikisaku Kuroi Wana!?» (きら☆ぴか 二人を引き裂く黒いワナ!?)                      | 2007-09-21  |
| 77  | Forever♪ Kira☆Pika Last Concert♪♪ «Fōebā♪ Kira☆Pika Rasuto Konsāto♪♪» (フォーエバー♪ きら☆ぴかラストコンサート♪♪)                                 | 2007-09-28  |
| 78  | SHIPS vs GEPS Dance Battle «SHIPS Tai GEPS Dansu Batoru» (SHIPS vs GEPS ダンスバトル)                                                             | 2007-10-05  |
| 79  | SHIPS Disbands!? Good-bye Hiroto... «SHIPS Kaisan!? Good-bye Hiroto...» (SHIPS解散!? グッバイヒロト...)                                           | 2007-10-12  |
| 80  | Uh-huh!? Mushroom Ambassador and HAPPY MAITAKE!! «Sōnandā!? Kinoko Taishi de Happī Maitake!!» (ソーナンダー!? きのこ大使でハッピーまいたけ!!)     | 2007-10-19  |
| 81  | SOS! Nā-san Robot is Magnum-force!! «SOS! Nā-san-Robo wa SaikyōnanoRESU!!» (SOS! なーさんロボは最強なのレス!!)                                    | 2007-10-26  |
| 82  | SEIJI☆Secretly Pursues Solo Work!! «SEIJI☆Sorōri Soro Katsudō!!» (SEIJI☆そろ〜りソロ活動!!)                                                       | 2007-11-02  |
| 83  | «Tsuinzu! Tonde Massuru! Nabe Tabemassuru!!» (ツインズ!飛んでマッスル!鍋食べマッスル!!)                                                           | 2007-11-09  |
| 84  | Confess your Heart! Erina Falls in Love! «Kokuri-makure! Erina Fōrin Rabu!» (告りまくれ!エリナフォーリンラブ!)                                    | 2007-11-16  |
| 85  | Crane and Tortoise! Kirari and Seiji Get Married Suddenly!? «Tsuru-kame! Kirari to Seiji ga Dengeki Kekkon!?» (ツルカメ!きらりと星司が電撃結婚!?) | 2007-11-23  |
| 86  | Black Ambition! Blackwood Starts Up «Kuroki Yabō! Burakku-uddo Shidō» (黒き野望! ブラックウッド始動)                                              | 2007-11-30  |
| 87  | Black Revolution! Crisis in the Muranishi Company «Kuroki Kakumei! Muranishi-Jimusyo no Kiki!!» (黒き革命! 村西事務所の危機!!)                    | 2007-12-07  |
| 88  | «Burakku Muun!? NAZO no Shōjo Debut!!» (ブラックムーン!?ナゾの 少女デビュー!!)                                                                    | 2007-12-14  |
| 89  | «Ocha Kumi Kirari Ha Mi Ta! Kuroki Himitsu!!» (お 茶くみきらりは 見た!黒き 秘密!!)                                                                | 2007-12-21  |
| 90  | «Kuro Fesu! Sutēji no Kirari Dai Shuugou!!» (黒フェス! ステージにきらりん 大 集合!!)                                                              | 2007-12-28  |
| 91  | Kirari's First Date Collection «Fasuto Deeto? Kirari Korekushon» (ファーストデート☆きらりんコレクション)                                          | 2008-01-11  |
| 92  | SHAKIN! KIRARI × charismatic beautician «Shakin! Kirari Kakeru Karisuma Biyou-Shi» (シャキン!きらり×カリスマ 美容師)                              | 2008-01-18  |
| 93  | Aoi idol graduation «Aidoru Aoi Guradeeshon» (アイドルあおい♪グラデュエーション♪♪)                                                                | 2008-01-25  |
| 94  | Jump around! Kirari on Ice!! «Ton de Mawatte! Kirari on Aisu!!» (跳んで 回って!きらりん onアイス!!)                                               | 2008-02-01  |
| 95  | «Micchaku 24 Jikan Aidoru no Himitsu!!» (密着24時間 アイドルのヒミツ!!)                                                                           | 2008-02-08  |
| 96  | «Kirari Hime!! Bacharugemu de Daibouken Nano Resu» (きらり 姫!! バーチャルゲームで 大 冒険なのレス)                                               | 2008-02-15  |
| 97  | Hollywood! Actress Luna Visit Japan!! «Hariuddo! Joyuu Runa Rainichi!!» (ハリウッド! 女優ルナ 来日!!)                                             | 2008-02-22  |
| 98  | That's not fair, is it? Lucas Berg Audition «Sonna noari? Rukasubaguo Deishon» (そんなのあり? ルカスバーグオーディション)                         | 2008-02-29  |
| 99  | KIRARI and HANIKAMIDETO ☆ Luna! ! «Runa to Kirari Hanikami Deto !!» (ルナときらり☆ハニカミデート!!)                                               | 2008-03-07  |
| 100 | Start filming! Miracle meet. Naomi and Sakurako «Kurankuin! Naomi to Sakurako. Kiseki no deai» (クランクイン! ナオミと 桜子· 奇跡の 出 会い)      | 2008-03-14  |
| 101 | ... Mom! Crank up the tears «Mama...! Namida no Kurankuappu» (ママ...! 涙のクランクアップ)                                                        | 2008-03-21  |
| 102 | Kirari's Farewell Concert!? «Kirari Sayonara Konsato!?» (ママ...! 涙のクランクアップ きらりん☆サヨナラコンサート!?)                               | 2008-03-28  |

## Список ігор, заснованих на манзі і серіалі
Компанією Konami на основі Kirarin Revolution було випущено 7 ігор:
Тетрис
- Na-san (Tamagotchi)

Ігри для Nintendo DS
- Kirarin Revolution: Kira Kira Idol Audition (10 серпня 2006)
- Kirarin Revolution: Naa-san to Issho (Nintendo DS 7 грудня 2006)
- Kirarin Revolution: Mezase! Idol Queen (Nintendo DS, 12 липня 2007)
- Kirarin Revolution: Tsukutte Misechao! Kime * Kira Stage (12 грудня 2007)
- Kirarin Revolution: Minna de Odorou Furi Furi Debut! (24 липня 2008)
- Kirarin Revolution: Atsumete Change! Kurikira * Code (20 грудня 2008)